# Zolla (Aidussina)
Zolla (in sloveno Col, in passato Podvelb, nel XIX secolo in tedesco Zoll) è un paese della Slovenia, insediamento (naselje) del comune di Aidùssina.
La località è situata a 9,0 km a est del capoluogo comunale e a 32,7 km dall'Italia. È capoluogo di una comunità locale, una delle 28 in cui si suddivide il comune, che include anche i vicini insediamenti di Križna Gora, Gozd, Žagolič e Malo Polje.
L'insediamento (naselje) comprende gli agglomerati di Avžlak, Spodnje Orešje, Zgornje Orešje, Stari Grad e Trošt.
Nei pressi dell'abitato passava anticamente la strada romana Aquileia-Emona poi riutilizzata in epoca medioevale; nei pressi dell'abitato in epoca asburgica vi era un punto di controllo doganale (il toponimo attuale deriva dal tedesco Zoll, dogana).

## Storia
Dopo la caduta dell'Impero romano, e la parentesi del Regno ostrogoto, i Longobardi si insediarono nel suo territorio (come nel resto della Carniola), seguiti poi attorno al VI secolo da popolazioni slave. Alla caduta del Regno longobardo subentrarono quindi i Franchi; nell'887 Arnolfo, Re dei Franchi orientali, istituì la marca di Carniola; nel 957 la Carniola passò sotto l'autorità del Duca di Baviera e poi nel 976 nel Ducato di Carinzia appena costituito dall'imperatore Ottone II.

In seguito il Ducato di Carinzia passò, come ricompensa per i servigi resi all'imperatore Rodolfo I contro Ottocaro II di Boemia, a Mainardo II di Tirolo-Gorizia, ma nel 1335 alla morte del figlio di questi, Enrico di Carinzia e Tirolo, la regione venne affidata da Ludovico il Bavaro alla Casa d’Asburgo.

Con il trattato di Schönbrunn (1809) entrò a far parte delle Province Illiriche.
Col Congresso di Vienna nel 1815 rientrò in mano austriaca come comune autonomo. Dal punto di vista amministrativo apparteneva al Ducato di Carniola, a sua volta inquadrato nel Regno d'Illiria fino al 1849. Dapprima costituì soltanto un comune catastale, che includeva i vicini villaggi di Zagolič (ted. Sagolz), Orešje (o Cresje) e Malo Polje (ted. Klein Pulle, Kleinpule o Klein Tolje). In seguito il comune divenne anche amministrativo e inglobò il vicino comune catastale di Križna Gora (o Krisna Gora, ted. Kreuzberg o Kreutzberg), che includeva a sua volta il villaggio di Gozd (o Gojzd). Nei primi anni del XX secolo inglobò anche il comune catastale di Senabor (o anche Senobor o Sanabor), prima incluso nel comune di Vipacco (sl. Vipava, ted. Wippach). La località era nota in questo periodo con i toponimi sloveni di Col e Podvelb e con quello tedesco di Zoll.
Nel 1918 la località, a seguito della prima guerra mondiale, venne occupata dalle truppe italiane, per poi essere annessa ufficialmente al Regno d'Italia col Trattato di Rapallo nel 1920, come il resto della Venezia Giulia. Il comune mantenne la medesima circoscrizione territoriale dell'epoca asburgica. Nel 1923 venne inquadrato nella Provincia del Friuli come comune autonomo, e il suo nome venne italianizzato in Zolla. Il comune mantenne la medesima circoscrizione territoriale dell'epoca asburgica, comprendendo le frazioni di Nel 1927 il comune passò alla ricostituita Provincia di Gorizia, mentre l'anno successivo s'ingrandì assorbendo il comune di Podicrai del Piro A quest'epoca quindi il comune includeva le frazioni di:
- Zolla (Col), con i centri di Cucco (Kovk), Bosco di Zolla (Gozd), Montecroce/Montecroce di Tarnova (Križna Gora), Oressie/Oressia (Orešje), Poglie piccolo (Malo Polje) e Zagoli/Zagolici (Zagolje);
- Podicrai/Pocreo del Piro/Podicrai del Piro (Podkraj), con i centri di Bella/Bella di Vipacco (Bela), Visne (Višnje) e Vodizze/Vodize in Selva di Piro (Vodice);
- Senabor/Senabòr Val Bella (Sanabor).[8][16][17]

Dopo l'8 settembre 1943 l'intera regione venne occupata dalle truppe tedesche, che la inclusero nella Zona di Operazioni del Litorale Adriatico (OZAK). Nel 1945 la località passò sotto il controllo dei partigiani jugoslavi, rimanendo nella "zona B" a est della Linea Morgan. Nel 1947, in seguito al Trattato di Parigi, il comune venne ufficialmente annesso alla Jugoslavia. Dal 1991 fa parte della Slovenia.